# بيدرو أسيفيدو
بيدرو أسيفيدو (بالإسبانية: Pedro Acevedo)‏ هو لاعب كرة قدم ومدرب كرة قدم تشيلي، ولد في 21 سبتمبر 1973 في سانتياغو في تشيلي. لعب مع كولو-كولو.